# Dicentrines pumilissimus
Dicentrines pumilissimus är en skalbaggsart som beskrevs av Marc Lacroix 1997. Dicentrines pumilissimus ingår i släktet Dicentrines och familjen Melolonthidae. Inga underarter finns listade i Catalogue of Life.